# Ле Теллье, Эрве
Эрве Ле Теллье (фр. Hervé Le Tellier; 21 апреля 1957 года, Париж) — французский писатель и лингвист, член международной литературной группы УЛИПО, её четвёртый президент. Среди других известных членов группы — Раймон Кено, Жорж Перек, Итало Кальвино, Жак Рубо, Жан Лескюр и Гарри Мэтьюз.
Ле Теллье получил Гонкуровскую премию 2020 года за роман «Аномалия», став первым членом УЛИПО — лауреатом этой премии.

## Биография
Ле Теллье родился в Париже. Начал свою карьеру в качестве научного журналиста; в 1992 году присоединился к группе УЛИПО. Как автор, он привлёк к себе внимание в 1998 году после публикации во Франции его книги Les amnésiques n’ont rien vécu d’inoubliable — сборника из тысячи коротких предложений, начинающихся фразой «Je pense que» (Я думаю, что …).
В 2002 году Ле Теллье стал ежедневным автором коротких сатирических сообщений под названием «Papier de verre» («стеклянная бумага») на веб-сайте газеты Le Monde. Вместе с Фредериком Пажем и другими он основал «Ассоциацию друзей Жана-Батиста Ботюля», чтобы продвигать этого вымышленного философа и его учение «ботулизм».
Одной из его публикаций является Esthétique de l’Oulipo («Эстетика Улипо», 2006) — очень личный взгляд на литературу формальных ограничений.
Семь книг Ле Теллье переведены на английский язык. Права на перевод романа «Аномалия» за год купили 40 стран, он переведён и на русский язык.

## Опубликованные книги
- Sonates de bar, 1991
- Le Voleur de nostalgie, 1992
- La Disparition de Perek, 1997
- Les amnésiques n’ont rien vécu d’inoubliable, 1998
- Inukshuk, 1998
- Joconde jusqu'à cent, 1999
- Zindien, 2000
- Encyclopaedia Inutilis, 2002
- Joconde sur votre indulgence, 2002
- Cités de mémoire, 2003
- La Chapelle Sextine, 2005
- Esthétique de l’Oulipo, 2006
- Je m’attache très facilement, 2007
- Les Opossums célèbres, 2007
- Assez parlé d’amour, 2009
- L’Herbier des villes 2010
- Eléctrico W, 2011
- Contes liquides, 2013
- Demande au muet, 2014
- Moi et François Mitterrand, 2016
- Toutes les familles heureuses, 2017
- L’anomalie, 2020